# Avenue Jan Stobbaerts
Pour les articles homonymes, voir Jan et Stobbaerts.
L'avenue Jan Stobbaerts (en néerlandais : Jan Stobbaertslaan) est une avenue bruxelloise de la commune de Schaerbeek qui va de la place des Bienfaiteurs au square Prévost-Delaunay en passant par la rue Josse Impens et la rue Vandenbussche.

## Histoire et description
L'avenue porte le nom du peintre belge Jan Stobbaerts, né à Anvers en 1838 et décédé à Schaerbeek en 1914.
La numérotation des habitations va de 3 à 125 pour le côté impair et de 4 à 100 pour le côté pair.